# Институт физиологии растений и генетики НАН Украины
Институт физиологии растений и генетики НАН Украины (укр. Інститут фізіології рослин і генетики НАН України) — специализированное научно-исследовательское учреждение в отрасли физиологии растений и генетики. Входит в отделение общей биологии секции химических и биологических наук Национальной академии наук Украины.
В институте создано 145 зарегистрированных сортов и гибридов сельскохозяйственных растений.

## Основные научные направления
Научные исследования института проводятся по таким направлениям:
- выяснение физиолого-биохимических и молекулярно-генетических закономерностей стойкости и адаптации растительных систем
- фотосинтез, минеральное питание растений, биологическая азотфиксация и возможности использования биологически активных веществ и соединений с гербицидной активностью
- изучение механизмов генетических процессов с целью разработки научных основ селекции растений
- сохранение и рациональное использование растительных генофондов, создание новых био- и нанотехнологий, получение и изучение генетически модифицированных организмов.

## История
В 1939 году был организован отдел физиологии питания растений и агрохимии Института ботаники АН УССР. 15 мая 1946 года на его базе был организован Институт физиологии растений и агрохимии АН УССР, согласно постановлению № 1692 от 20 октября 1945 г. Совета народных комиссаров УССР и ЦК КП(б)У, а также протоколу Президиума Академии наук УССР № 18 § 2 от 24 августа 1945 г.
В то время в институт входило шесть научных отделов:
- агрохимии (руководитель — академик АН УССР А. И. Душечкин)
- физиологии питания (академик АН УССР и ВАСХНИЛ П. А. Власюк)
- растениеводства и агромелиорации (доктор с.-х. наук Н. А. Тюленев)
- роста и развития растений (чл.-корр. АН УССР Т. Т. Демиденко)
- физиологии устойчивости растений (д-р с.-х. наук А. Михайловский)
- биохимии растений (д-р биол. наук А. С. Оканенко).

В 1946 году построили полевую лабораторию, вокруг которой располагались опытные поля.
В 1954 году был создан отдел радиоизотопов и излучений, а отдел растениеводства и агромелиорации — расформирован.
В 1956 году институт был реорганизован и подчинён министерству сельского хозяйства СССР. Он вошёл в состав новообразованной Украинской академии сельскохозяйственных наук и стал называться Украинским научно-исследовательским институтом физиологии растений. Отдел агрохимии был передан Украинскому научно-исследовательскому институту земледелия.
Структуру института составляли отделы:
- применения радиоактивных изотопов (канд. биол. наук А. В. Манорик)
- физиологии питания растений (д-р с.-х. наук И. А. Сироченко)
- физиологии фотосинтеза (канд. хим. наук Х. Н. Починок)
- биохимии растений (д-р биол. наук А. С. Оканенко)
- устойчивости растений (д-р биол. наук Д. Ф. Проценко)
- роста и развития растений (д-р биол. наук Ф. Л. Калинин).

В 1958 г. в состав института вошёл отдел применения полимеров в сельском хозяйстве (канд. хим. наук М. А. Савицкая). В 1964 г. этот отдел был переведён в Институт органической химии.
В 1959 г. на базе лаборатории физиологии фотосинтеза был создан отдел физиологии и экологии фотосинтеза (канд. хим. наук Х. Н. Починок).
В 1962 году был построен современный корпус института. В мае 1962-го институт вернули в систему Академии наук УССР под названием Института физиологии растений. Были созданы новые отделы: в 1962 году — отдел биофизики и радиобиологии (д-р биол. наук Д. М. Гродзинский) и отдел взаимоотношений растений и низших микроорганизмов (канд. биол. наук А. В. Манорик), в 1964 — отдел биохимии фотосинтеза (д-р биол. наук Л. К. Островская), в 1966 году — отдел физиологии действия гербицидов (канд. биол. наук Е. Ю. Мережинский), в 1968 — отдел водного режима растений (д-р биол. наук С. И. Слухай).
В 1980 г. была создана лаборатория физиологических основ селекционного процесса (канд. биол. наук С. Пономарёв).
В 1985 г. отдел взаимоотношений растений и низших микроорганизмов был преобразован в отдел симбиотической азотфиксации (д-р биол. наук Ю. П. Старченков).
В 1986 году в результате объединения Института физиологии растений АН УССР с генетическими отделами Института молекулярной биологии и генетики АН УССР был образован Институт физиологии растений и генетики НАН Украины.

## Структура института
В состав института входят шесть научных отделов:
- генетического улучшения растений (заведующий — академик НАН Украины, доктор биологических наук, проф. В. В. Моргун);
- симбиотической азотфиксации (заведующий — член-корреспондент НАН Украины, доктор биологических наук, проф. С. Я. Коць);
- генетической инженерии (заведующая — доктор биологических наук Е. Н. Тищенко);
- физиологии действия гербицидов (заведующий — доктор биологических наук Е. Ю. Мордерер);
- физиологии питания растений (заведующий — член-корреспондент НАН Украины, доктор биологических наук, проф. В. В. Швартау);
- физиологии и экологии фотосинтеза (заведующий — доктор биологических наук О. О. Стасик).

В составе отдела генетического улучшения растений работают три лаборатории: качества зерна (заведующий — кандидат биологических наук В. М. Починок), оригинального семеноводства (заведующий — кандидат биологических наук В. П. Оксём), защиты растений (заведующая — кандидат сельскохозяйственных наук Т. В. Топчий). Также в составе отдела физиологии и экологии фотосинтеза работает лаборатория биохимии фотосинтеза (заведующий — доктор биологических наук В. В. Шевченко).

## Директора института
Первым директором института, в 1946—1953 гг., был агрохимик и физиолог растений, академик АН УССР, заслуженный деятель науки Александр Иванович Душечкин.
В 1953 году директором института избрали физиолога растений, агрохимика и почвоведа, заслуженного деятеля науки УССР, академика АН УССР и ВАСХНИЛ Петра Антиповича Власюка, который занимал эту должность до 1973 г.
Директором института в 1973—1974 гг. был физиолог растений чл.-корр. АН УССР Андрей Васильевич Манорик, а в 1974—1985 гг. — физиолог растений и радиобиолог, д-р биол. наук академик НАН Украины Дмитрий Михайлович Гродзинский.
С 1986 года Институт физиологии растений и генетики НАН Украины возглавляет генетик и селекционер, академик НАН Украины Владимир Васильевич Моргун.

## Награды

### Государственные премии Украины в отрасли науки и техники
С 2009 года Институт физиологии растений и генетики НАН Украины четырежды награждался Государственными премиями Украины в отрасли науки и техники.
В 2013 году за разработку научных основ и формирование Банка генетических ресурсов полевых культур Украины премию получили кандидат биол. наук, старший научный сотрудник Института физиологии растений и генетики НАН Украины Павел Николаевич Маменко, а также кандидат биол. наук, научный сотрудник Владимир Поликарпович Оксём.
В 2014 году за работу «Формирование сбалансированных агроэкосистем производства национальных семян пшеницы озимой» премию получил доктор с.-х. наук, заместитель директора ИФРГ НАН Украины Николай Никитович Гаврилюк с другими соавторами.

### Премии Президента Украины
В 2016 году указом Президента Украины премию Президента Украины в отрасли науки и техники получили 40 работ молодых учёных. Среди них работа «Повышение стойкости бобово-ризобиального симбиоза сои к действию засухи», которую выполнили — кандидаты биол. наук Ю. Ю. Кондратюк, А. С. Левишко, Е. А. Грищук и Л. И. Веселовская. Учёные доказали, что привлечение бобово-ризобиального симбиоза в сельскохозяйственное производство позволяет альтернативным путём обеспечить растения биологически чистым азотом, и, как следствие, повысить их урожайность.

### Премии Кабинета Министров Украины
В 2009 году сотруднице отдела симбиотической азотфиксации, кандидату биологических наук Людмиле Мироновне Михалкив была присуждена Премия Кабинета Министров Украины за особые достижения молодежи в развитии Украины.